# Den 8. himmel
 Den 8. himmel er en tv-serie på 8 afsnit, der blev sendt i børnetime på DR i 2005, og senere på Ramasjang.
Serien handler om de to engle Signe Lindkvist og Anders Lund Madsen som sidder på nogle bløde skyer og funderer over en englesymfoni  af emner, som bl.a. omhandler temaer som tid, rokketænder, krig, sygdomme, drilleri, landbrug og fiskeri.
De to engle bliver inspireret af børn fra hele Danmark, som hver uge sidder i deres pyjamas, og fortæller om deres erfaringer, oplevelser og tanker om dagens emne.
Signe Lindkvist er den gode engel.  Hun er positiv, glad forstående, venlig og udglattende. Anders Lund Madsen er derimod den onde engel. Han er negativ, pessimistisk, konfronterende  og i kronisk dårlig humør.  